# Nicolas Chauvin
Nicolas Chauvin (nascut possiblement a Rochefort, França, el 1790) fou un soldat pseudo-mite i patriota que serví a la Primera Armada de la República Francesa i posteriorment a La Grande Armée de Napoleó Bonaparte. El seu nom és l'origen del terme xovinisme.
Chauvin s'allistà als 18 anys, i serví de forma correcta i honorable. És conegut per haver estat ferit 17 vegades en servei a la seva nació, resultant en diverses desfiguracions i mutilacions. Per la seva fidelitat i dedicació, Napoleó mateix li va atorgar el Sable de l'Honor i una pensió de 200 francs. Es diu que la seva heroïcitat era proporcional al seu exhibicionisme i falta de modèstia.
Actualment el xovinisme s'associa al sentiment ultranacionalista de certs grups, que els porta fins a odiar unes determinades minories o a la xenofòbia. Els marxistes van aplicar aquest terme de manera històrica com una espècie d'imperialisme, en especial amb els seus esforços bèl·lics.